# James Carroll Jordan
James Carroll Jordan (ur. 13 stycznia 1950 w Okinawie) – amerykański aktor telewizyjny, teatralny i filmowy, piosenkarz i muzyk. Jest narratorem wielu filmów dokumentalnych dla kanałów telewizyjnych: History i Discovery Channel.

## Filmografia

### Filmy fabularne
- 1976: Córka McNaughtona (McNaughton’s Daughter) jako Tom O’Neill
- 1983: Dzień pamięci (Memorial Day) jako Richards
- 1988: Parszywa dwunastka 4 (The Dirty Dozen: The Fatal Mission) jako Lonnie Wilson
- 1988: Wielka ucieczka 2: Nieopowiedziana historia (The Great Escape II: The Untold Story) jako kpt. Lewis
- 2001: Wróg (The Enemy) jako Henry
- 2009: Obcy przybywają do Kolorado (High Plains Invaders) jako szeryf
- 2013: Śmierć w Tombstone (Dead in Tombstone) jako ojciec Paul

### Seriale TV
- 1972: Dni naszego życia (Days of Our Lives) jako Steve Olson #2
- 1974: Rekruci (The Rookies) jako Roy Macklin
- 1974: Barnaby Jones jako Ralph Sturmer
- 1974: McCloud jako Steven Rhigas
- 1974: Rekruci (The Rookies) jako Ned Weston
- 1974–1976: Lincoln jako Robert Lincoln
- 1975: Barnaby Jones jako Jack Meyer
- 1976–1977: Pogoda dla bogaczy (Rich Man, Poor Man) jako Billy Abbott
- 1977: Barnaby Jones jako Michael Sandell
- 1978: Przełącznik (Switch) jako dr Tincannon
- 1978: Lucan jako Ty Walker
- 1983: Diukowie Hazzardu (The Dukes of Hazzard) jako Ruel McBride
- 1984: Mike Hammer jako McCabe
- 1984: Napisała: Morderstwo (Murder, She Wrote) jako Skip Fleming
- 1984: Simon i Simon (Simon & Simon) jako Tim
- 1985: Detektyw Remington Steele (Remington Steele) jako Clay Pratt
- 1985: Matt Houston jako reporter
- 1985: Riptide jako Eddie Gerrard
- 1987: Napisała: Morderstwo (Murder, She Wrote) jako Adam Rogers
- 1988: Napisała: Morderstwo (Murder, She Wrote) jako Doug Brooke
- 1989: Świat pana trenera (Coach) jako Doug
- 1990: Napisała: Morderstwo (Murder, She Wrote) jako Paul G. Abbott
- 1993: Chris Cross jako Coach Stokes
- 2005: The Doctors jako Brad Mayes
- 2011: Przekręt (Hustle) jako szeryf Wendel
- 2013: Herkules Poirot (Poirot) jako Abe Ryland

## Dyskografia

### Albumy
- 1995: Only the Lonely: The Roy Orbison Story [Original Cast Recording] – wykonawca
- 2008: Be Merry! wyk. chór Gloriae Dei Cantores – organy, fortepian
- 2009: Praise Your Way out: Songs of Inspiration and Hope – producent wykonawczy
- 2009: Just James wyk. J Moss – producent wykonawczy
- 2009: In Your Sight I Am Sound – wyk. David Yeager – zdjęcia
- 2009: Gotta Have Gospel, Vol. 7 – producent wykonawczy
- 2009: Faithful to Believe – producent wykonawczy